# ふくおかフィナンシャルグループ
株式会社ふくおかフィナンシャルグループ（英: Fukuoka Financial Group, Inc.）は、福岡県福岡市中央区に2007年（平成19年）4月2日に設立された金融持株会社である。略称はFFGだが、上場銘柄としては「ふくおかFG」を用いている。日経平均株価およびJPX日経インデックス400の構成銘柄の一つ。

## 概要
2006年（平成18年）12月27日開催の福岡銀行と熊本ファミリー銀行の臨時株主総会で株式移転が決議。その後翌年3月に金融庁の認可を受け、両社による共同の株式移転により新設の完全親会社となった。

## 沿革
十八銀行との経営統合については、次節の「十八銀行の経営統合」を参照。
- 2006年（平成18年）
  - 5月12日 - 福岡銀行と熊本ファミリー銀行が資本・業務提携並びに将来的な経営統合に向けた検討に関して基本合意したことを発表[4]。
  - 5月22日 - 両行の経営陣で構成される経営統合準備委員会を設置[5]。
  - 9月29日 - 両行が経営統合に関する基本合意書を締結[6]。
  - 10月26日 - 両行の取締役会において、株式移転計画の策定を決議し、共同株式移転契約を締結したことを発表[7]。
  - 12月27日 - 両行の臨時株主総会において、株式移転を決議。
- 2007年（平成19年）
  - 3月2日 - 東京証券取引所・大阪証券取引所・福岡証券取引所より新規上場が承認される[8]。
  - 3月23日 - 金融庁より設立認可を取得[9]。
  - 4月2日 - 両行の共同株式移転により設立し、両行を当社の完全子会社とする。また、既に上場を廃止していた両行に替わり新規上場される[10]。
  - 4月4日 - 当社へ承継される予定だった福岡銀行の第2回劣後特約付無担保転換社債（以下、転換社債）が承継されなかったことを受け、転換社債の転換によって交付される福岡銀行の普通株式の全てを当社の普通株式に交換して福岡銀行を当社の完全子会社化することを目的とした簡易株式交換に基本合意したことを発表[11]。
  - 4月17日 - 福岡銀行を完全子会社とする簡易株式交換に係る株式交換条約を締結したことを発表[12]。
  - 9月28日
    - 簡易株式交換により福岡銀行を完全子会社化する[13]。
    - 第三者割当増資による新株式の払込完了に伴って親和銀行を連結子会社化する[14]。

  - 10月1日 - 九州親和ホールディングスからの株式取得に伴い、親和銀行を完全子会社化する[15]。完全子会社化に伴い、親和銀行のロゴマークが変更される[16]。
- 2008年（平成20年）6月16日 - 本社を福岡市中央区大手門の「ふくおかフィナンシャルグループ本社ビル」へ移転（同時に子会社の福岡銀行の本部機能も同ビル内へ移転、一部の部署は先行で同年6月9日に移転）[17]。
- 2009年（平成21年）1月5日 - 子会社の熊本ファミリー銀行が「システムバンキング九州共同センター（SBK）」を離脱して「福岡銀行・広島銀行の共同利用型基幹システム」へ参加するシステム統合を完了し、事務処理等も同じ子会社の福岡銀行と統一化される[18]。
- 2010年（平成22年）
  - 1月4日 - 子会社の親和銀行が共同利用型基幹システムへの参加によるシステム統合を完了し、事務処理等も同じ子会社の福岡銀行・熊本ファミリー銀行と統一化。これらにより、グループ3行が同じシステムに統一される[19]。
  - 9月21日 - ATM相互入金サービスを開始。グループ3行のキャッシュカードを利用したATMでの入金（預入）について、銀行の垣根なく相互利用が可能となる[20]。
  - 10月18日 - 子会社の親和銀行の本店所在地である長崎県佐世保市に「ふくおかフィナンシャルグループ佐世保ビル（FFG佐世保ビル）」をオープン[21][注 1]。
- 2013年（平成25年）
  - 3月18日 - 旧福岡銀行北九州営業部ビルの建替により「ふくおかフィナンシャルグループ北九州本社ビル（FFG北九州本社ビル）」が竣工。建替に伴い仮店舗で営業していた福岡銀行北九州営業部がFFG北九州本社ビル内へ移転、リニューアルオープンする[22]。
  - 4月1日 - 子会社の熊本ファミリー銀行が会社発足前の旧母体行名の一つ（正確には、法人格上の前身行の行名）だった熊本銀行に商号変更され、ロゴマークも変更[23]。
  - 7月25日 - タイの企業集団であるサハグループとの連携を発表[24]。
  - 9月2日 - JR九州との提携カードであるクレジット・キャッシュ・ICカード一体型「arecore SUGOCA」をグループ3行一斉に受付を開始（3行ともカードデザインは統一されており、カード券面右下に記載の銀行名（シンボル+英字表記ロゴ）が異なる程度となる）[25]。
  - 10月 - 日立オムロンターミナルソリューションズ（現・日立チャネルソリューションズ）製の「AKe-S（エーケーエス）」をグループ3行共通のATMとして導入し、順次更新を開始（2014年（平成26年）3月までに更新を完了）[26][27]。
- 2014年（平成26年）4月7日 - 通帳相互利用サービスを開始。グループ3行の通帳を利用したATMでの取引について、銀行の垣根無く利用が可能となる[28][注 2]。
- 2016年（平成28年）2月26日 - 十八銀行と経営統合に向けた基本合意書を締結[29]。
- 2017年（平成29年）4月7日 - 東京都の八重洲にオープンイノベーション共同拠点となる「Diagonal Run Tokyo（ダイアゴナル ラン トウキョウ）」をグランドオープン[30]。
- 2018年（平成30年）
  - 4月1日 - 投資専門の子会社としてふくおかテクノロジーパートナーズを設立[31]。
  - 10月30日 - 十八銀行との間で株式交換契約書を締結し、株式交換による経営統合に最終合意したことを発表[32]。
- 2019年（平成31年）
  - 3月29日 - 十八銀行との経営統合に係る認可を取得[33]。
  - 4月1日 - 株式交換により十八銀行を完全子会社化。これに伴い、十八銀行の連結子会社もふくおかフィナンシャルグループの一員となる。
- 2020年（令和2年）10月1日 - 子会社の親和銀行と十八銀行が合併し、十八親和銀行を発足[34]。
- 2021年（令和3年）
  - 1月4日 - 十八親和銀行において1銀行2システムから旧親和銀行ベースの1銀行1システムへの統合を完了[35]。
  - 3月1日 - 子会社のiBankマーケティング株式会社が福岡のITスタートアップ企業である株式会社diffeasy（ディフィージー）[注 3]の全株式を取得し子会社（当社の孫会社）化[36]。
  - 4月1日 - 子会社として、投資事業を担うFFG成長投資[37]とSDGsの支援を担うサステナブルスケール[38]の2社を設立。
  - 5月28日 - 子会社の株式会社みんなの銀行がスマートフォン向けアプリを一般公開し、口座開設の受付を開始[39][40]。
- 2022年（令和4年）
  - 3月14日 - 東京センチュリーとの間でリース事業に関する資本業務提携契約を締結[41]。
  - 4月1日 -
    - 十八親和銀行のグループ会社だった十八総合リースを当社の直接傘下へ移行し、同時にFFGリースに商号変更。4日には前述した資本業務提携に基づき、FFGリースの株式の一部を東京センチュリーへ譲渡[41]。
    - M&Aアドバイザリー業務を担う子会社として、FFG Successionを設立[42]。
- 2023年（令和5年）
  - 3月 - 2024年度発行予定の新紙幣対応に伴うグループ行のATM（全営業店と全ての店舗外ATM）全面更改を開始（更改は順次行われており、同年9月までに完了予定、なお、十八親和銀行は旧十八銀行の営業店・店舗外ATMにて沖電気工業製から日立チャネルソリューションズ製に切り替わることでATMが統一化される予定）。日立チャネルソリューションズ製の新型ATM「AKe-Sx（エーケーエスエックス）」に更新の上、4月3日から全国の金融機関で初となる「地方税統一QRコード」のATMによる収納にも対応する[43]。
  - 10月1日 - 福岡中央銀行を完全子会社化[44]。

## 歴代社長
| 代 | 氏名     | 期間                  | 出身校               | 備考                 |
| -- | -------- | --------------------- | -------------------- | -------------------- |
| 1  | 谷正明   | 2007年4月 - 2014年6月 | 早稲田大学第一法学部 | 全国地方銀行協会会長 |
| 2  | 柴戸隆成 | 2014年6月 - 2022年3月 | 慶應義塾大学経済学部 | 全国地方銀行協会会長 |
| 3  | 五島久   | 2022年4月 - 現職      | 九州大学法学部       |                      |

## 十八銀行との経営統合・合併まで
2016年2月26日、長崎県の十八銀行と経営統合することを目指して協議していくことで基本合意。2017年4月をめどに株式交換方式で完全子会社化し、十八銀行が当社傘下に加入する形で経営統合する方針で、2018年4月をめどに同じ長崎県内を地盤とする当社傘下の親和銀行と十八銀行が合併する予定であったが、私的独占の禁止及び公正取引の確保に関する法律（独占禁止法）に関する公正取引委員会の審査が難航し、2017年1月には経営統合を同年10月、十八銀と親和銀の合併は2018年10月以降に延期すると発表した。
その後も統合を巡って金融庁と公正取引委員会の対立が続き、2018年4月には村本孜成城大学名誉教授が座長を務める金融庁金融仲介の改善に向けた検討会議の報告書として、十八銀行と当社の統合が提言されたのに対し、山田昭典公正取引委員会事務総長から疑義が呈される事態となった。
2018年8月24日、公正取引委員会は条件付きで排除措置命令を行わない旨の通知を行った。長崎県及び同県内の3経済圏（離島以外）における中小企業向け貸出について競争を実質的に制限することとなる懸念に対し、当社と十八銀行が、申し出た問題解消措置（1千億円弱相当の貸出債権譲渡）を講じることを前提としている。これを受けて経営統合スケジュールは、2019年4月1日に完全子会社化、2020年4月1日に合併の予定となった。同年10月30日に当社と十八銀行の間で株式交換契約書が締結され、最終合意された。なお、経営統合のスケジュールは2019年4月1日の完全子会社化の変更はないものの、十八銀行と親和銀行の合併については、2021年1月に実施予定のシステム統合を踏まえ、合併からシステム統合までの利便性を考慮してさらに半年間延期され、2020年10月予定となった。
2019年3月19日には、経営統合後の組織再編のスケジュールも正式に発表され、合併は株主総会の決議や関係当局の許認可の取得などを前提として同年10月1日予定とし、合併後の商号を十八親和銀行とすること、システム統合は2021年1月4日予定とした。同年3月29日に経営統合に係る認可を取得し、同年4月1日に経営統合された。
なお、経営統合に至るまでの一連の事態を受けて、政府は収益改善や金融サービスの維持を条件に地方銀行同士の経営統合を独占禁止法の適用除外にする時限付の特例法案を検討。2020年5月に成立し、同年11月27日に施行された。
2020年5月19日に十八銀行と親和銀行の両行で合併契約が締結され、同年10月1日付で同じ長崎県を拠点とする親和銀行が十八銀行を吸収合併し、親和銀行が十八親和銀行に商号変更することを正式に発表。同年10月1日に予定通り合併が実施され、十八親和銀行を発足。システム統合も予定通り2021年1月4日に完了し、合併からシステム統合までの一連の再編も完了した。なお、システム統合完了後もATMは旧銀行毎に併存されていたが、前述した2023年3月からのATM全面更改によりATMも同年9月までに順次更改され、統一化された。

## 関連会社
- 銀行業務
  - 福岡銀行（地方銀行） - 福岡県における地域金融、及びFFGグループにおける国際金融を担う。もともと福岡県外の支店は多くなく、統合以前から整理を続けてきた。
  - 熊本銀行（第二地方銀行） - 熊本県における地域金融を担う。これに伴い九州島外の支店は全廃された。2013年4月1日付で「熊本ファミリー銀行」から改称された。
  - 十八親和銀行（地方銀行） - 長崎県における地域金融を担うとともに、“谷間”となった佐賀県におけるFFGグループへの需要を補完する。十八銀行と親和銀行の合併により発足。
  - 福岡中央銀行（第二地方銀行） - 福岡銀行で対応できない福岡県における地域金融を担う。2023年10月1日に完全子会社化。
  - みんなの銀行（新たな形態の銀行） - 地銀由来としては初のネット銀行。2021年5月28日営業開始。
- 事務代行/受託業務
  - 福銀事務サービス株式会社
- 債権保証業務
  - ふくぎん保証株式会社 - 2022年4月1日付で子会社[58]の長崎保証サービス株式会社を合併するとともに、株式会社十八カードから保証事業を吸収分割による承継した
- システム研究・開発・運用業務
  - FFGコンピューターサービス株式会社 - 2020年1月1日付で福岡コンピューターサービス株式会社から商号変更、2021年4月1日に十八ソフトウェア株式会社を吸収合併した
  - ゼロバンク・デザインファクトリー株式会社
- クレジットカード業務
  - 株式会社FFGカード - 2022年4月1日付で子会社[58]の株式会社十八カードを吸収合併した
- 担保評価業務
  - 福銀不動産調査株式会社
- 債権管理回収業務
  - ふくおか債権回収株式会社
- 保険募集業務
  - 株式会社FFGほけんサービス
- 研究開発業務
  - 株式会社R&Dビジネスファクトリー
- 投融資業務
  - 一般社団法人ふくおか・アセット・ホールディングス
  - 株式会社FFGベンチャービジネスパートナーズ
  - 株式会社FFG成長投資
- ファクタリング業務
  - 有限会社マーキュリー・アセット・コーポレーション
  - 有限会社ジュピター・アセット・コーポレーション
- 情報処理・情報通信サービス業務
  - iBankマーケティング株式会社
- SDGs普及推進業務
  - 株式会社サステナブルスケール
- リース業務
  - FFGリース株式会社 - 2022年4月1日付で十八総合リース株式会社から商号変更し本社を福岡県へ移転、同年4月4日に東京センチュリー株式会社が資本参加した
- M&Aアドバイザリーサービス
  - 株式会社FFG Succession
- 証券業務
  - FFG証券株式会社
- 法人会員組織運営・ビジネスマッチング業務
  - 株式会社FFGビジネスコンサルティング
- 各種調査研究業務
  - 株式会社長崎経済研究所

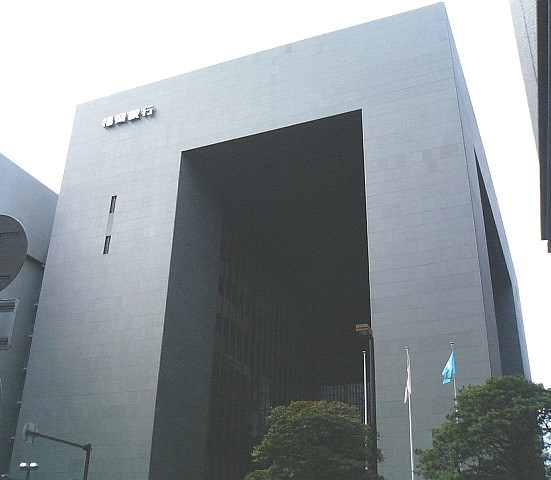
福岡銀行本店営業部
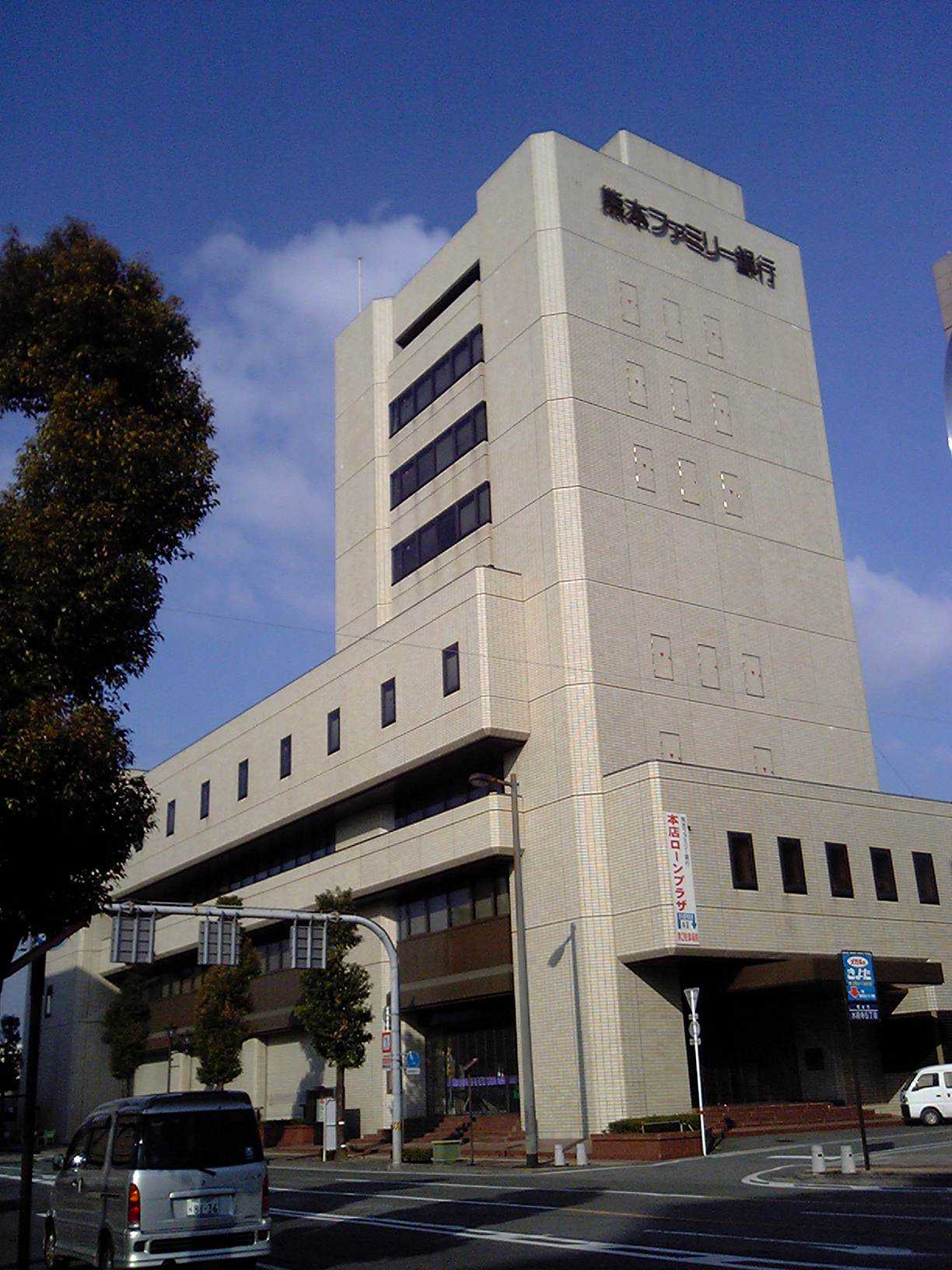
熊本銀行本店
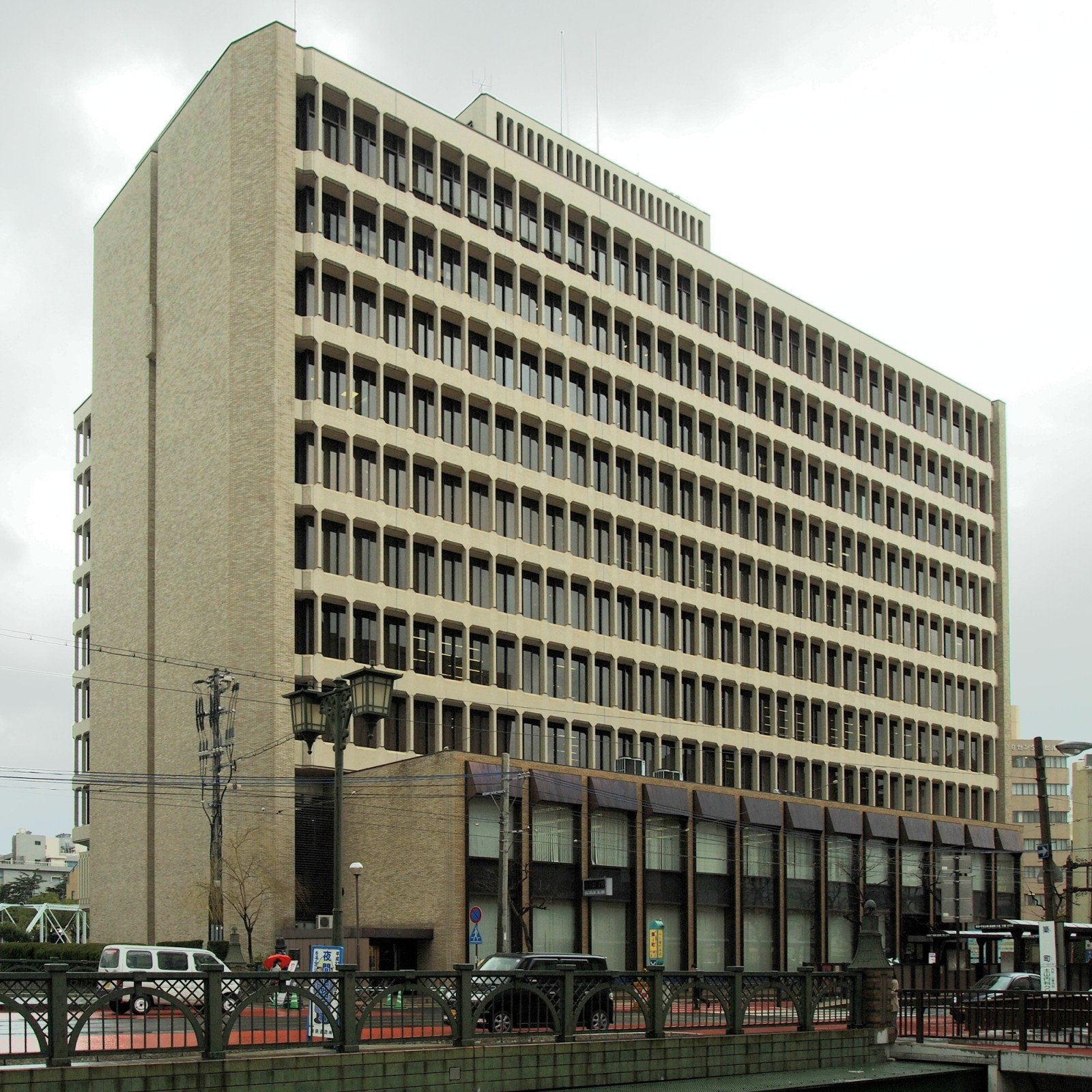
十八親和銀行本店
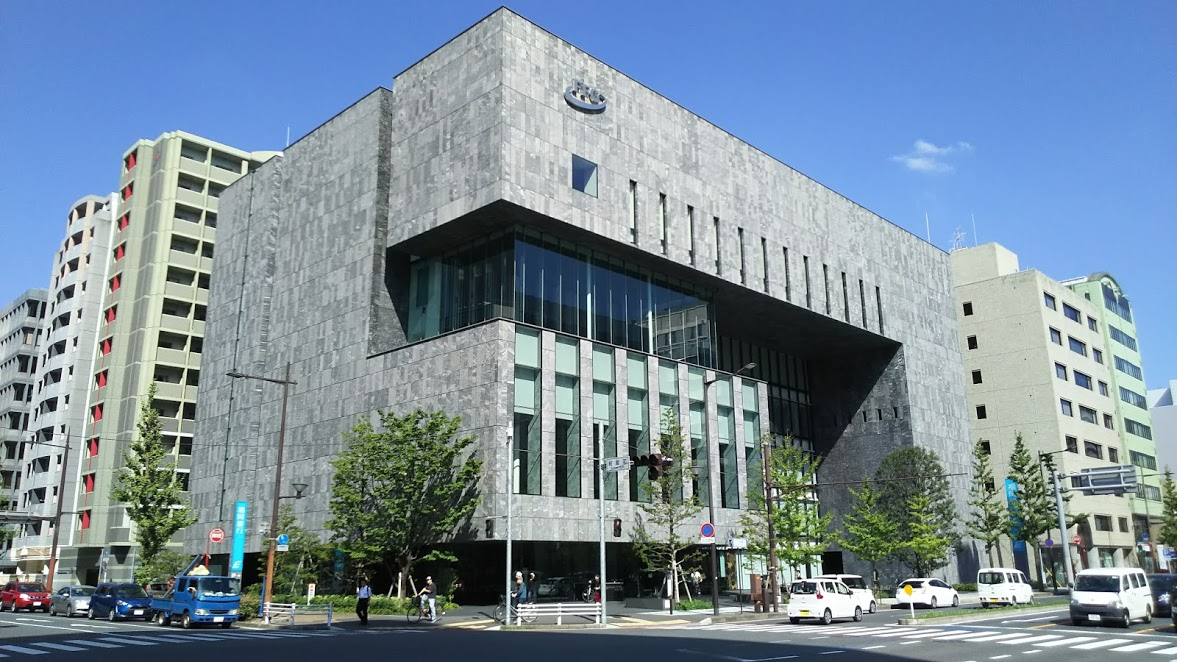
FFG北九州本社ビル

### 注
1. ↑  元々、この場所には旧福岡銀行佐世保支店があったが、建物の老朽化の為、隣接のビルと共に解体し、当社が新たに長崎県佐世保地区におけるフラッグシップビルとして建てられた。当ビルには福岡銀行佐世保支店（旧九州銀行本店跡地。親和銀行に合併されたときに島瀬支店となったが、程なくして本店営業部(現：十八親和銀行 佐世保本店営業部)に統合されている。）と親和銀行（現：十八親和銀行）佐世保支店（従来の京町支店から移転・改称）等が入居する。
2. ↑  入金（預入）・残高照会・通帳記入が可能で、福岡銀行と熊本銀行の個人及び親和銀行（個人・法人を問わず）は出金（引出）と振込も可能である。ただし、硬貨を伴う取引など、相互利用対象外となる取引がある。
3. ↑  福岡市本社のITベンチャー企業　2015年に白石憲正、白石篤司が創業。